# Micronoemia bifasciata
Micronoemia bifasciata là một loài bọ cánh cứng trong họ Cerambycidae.